# Crenuchus
Genre
Crenuchus est un genre de poissons téléostéens de la famille des Crenuchidae et de l'ordre des Characiformes. Le genre Crenuchus est mono-typique, c'est-à-dire qu'il n'est composé que d'une seule espèce, Crenuchus spilurus.

## Liste d'espèces
Selon FishBase (16 juin 2015):
- Crenuchus spilurus Günther, 1863